# 二子玉川公園

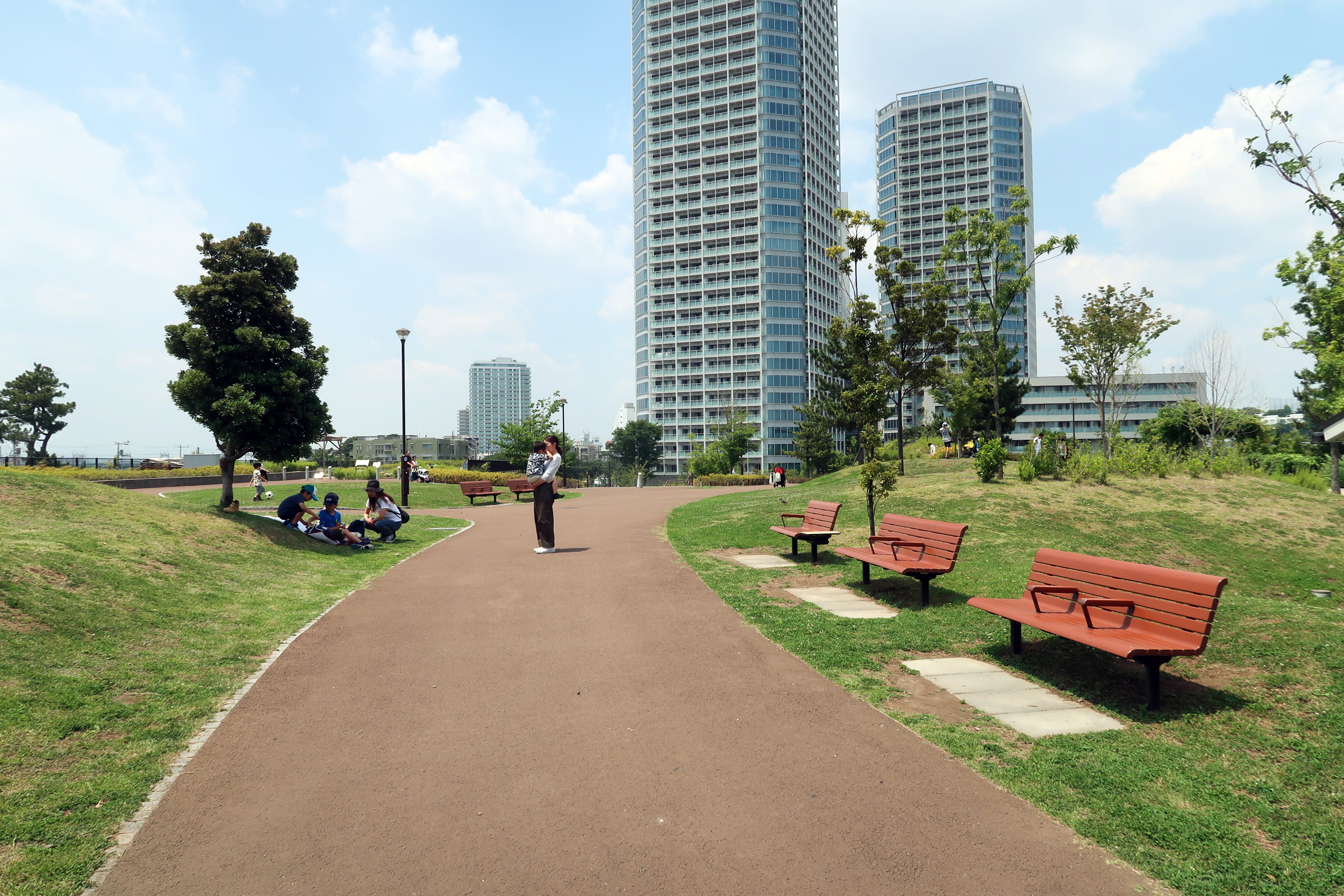
二子玉川公園

世田谷区立二子玉川公園（せたがやくりつ ふたこたまがわこうえん）は、東京都世田谷区玉川（二子玉川）にある都市公園である。再開発エリア二子玉川ライズに隣接して整備され、国分寺崖線のみどりと多摩川の水辺に接する。
震災時には避難民1万人を収容し、応急仮設住宅132戸の建設を想定している。工事費は概算で約17億5000万円。

## 歴史
- 1957年12月 - 都市計画決定[1]。
- 1968年12月 - 大田区田園調布から当地に東急自動車学校が移転・開設。他に公園になるところはゴルフ練習場などがあった。
- 2009年12月 - 東急自動車学校が多摩市に移転。跡地が公園として整備される。
- 2013年4月14日 - 一部開園[3]。
- 2014年4月4日 - 一部追加開園[4]。

## 主な施設
- 帰真園（世田谷区立公園としては初の回遊式日本庭園）
  - 旧清水家住宅書院（世田谷区登録有形文化財。明治末期の和風建築。帰真園内にある。毎週日曜日の日中には内部を公開している）
- ビジターセンター
- いこいの広場
- みどりの遊び場
- エントランス広場
- 健康広場
- スターバックスコーヒー二子玉川公園店

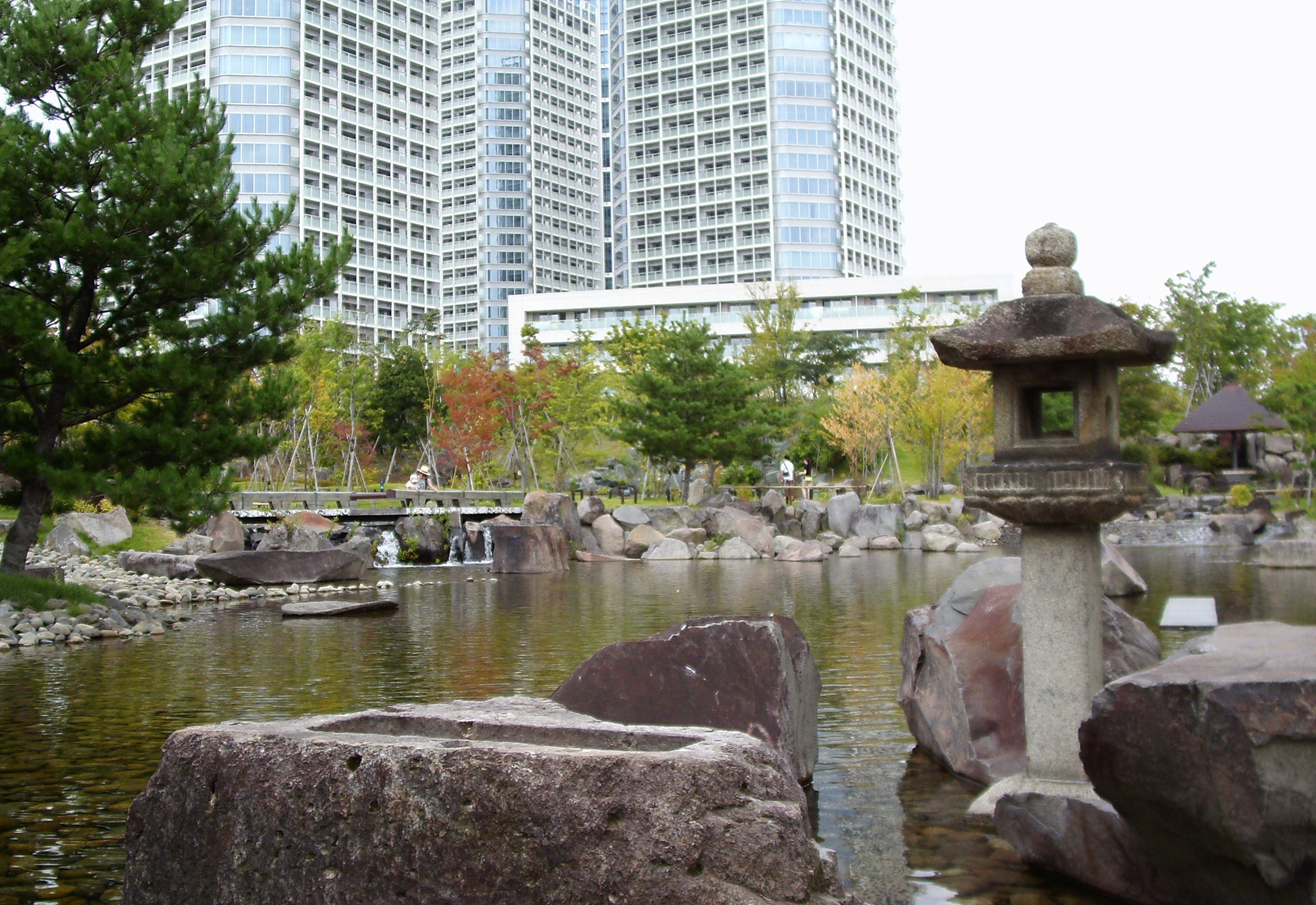
帰真園
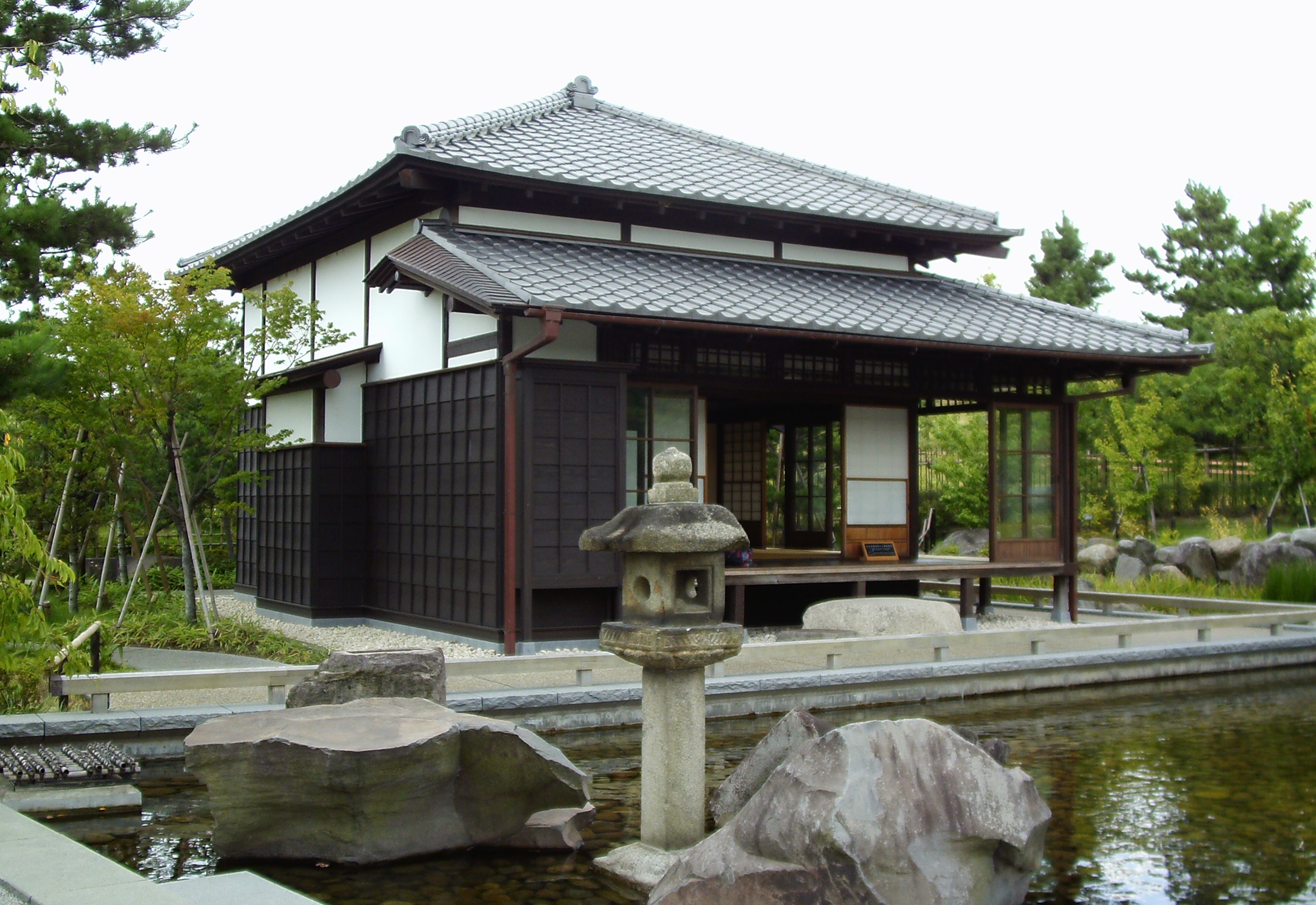
旧清水家住宅書院
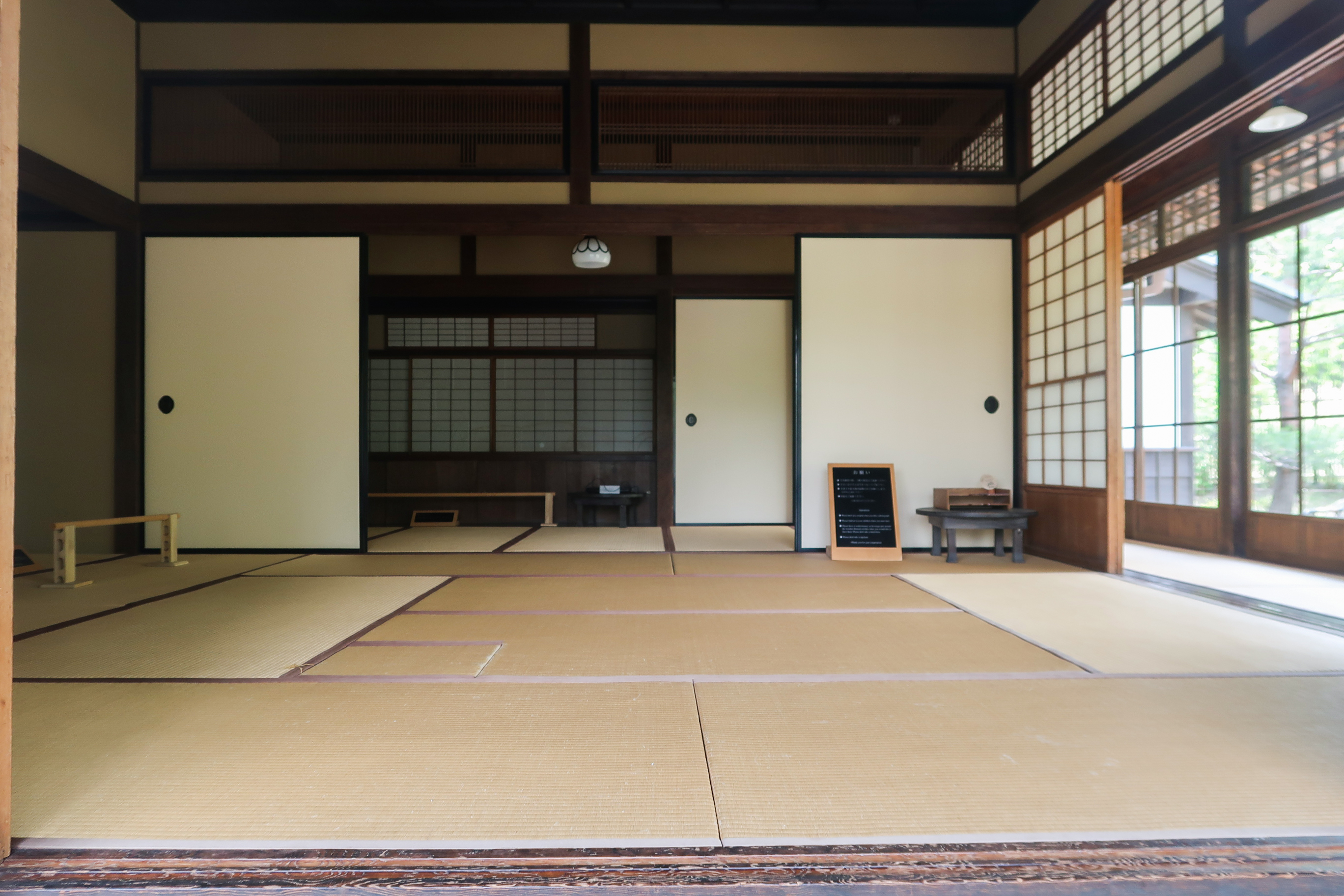
旧清水家住宅書院内部
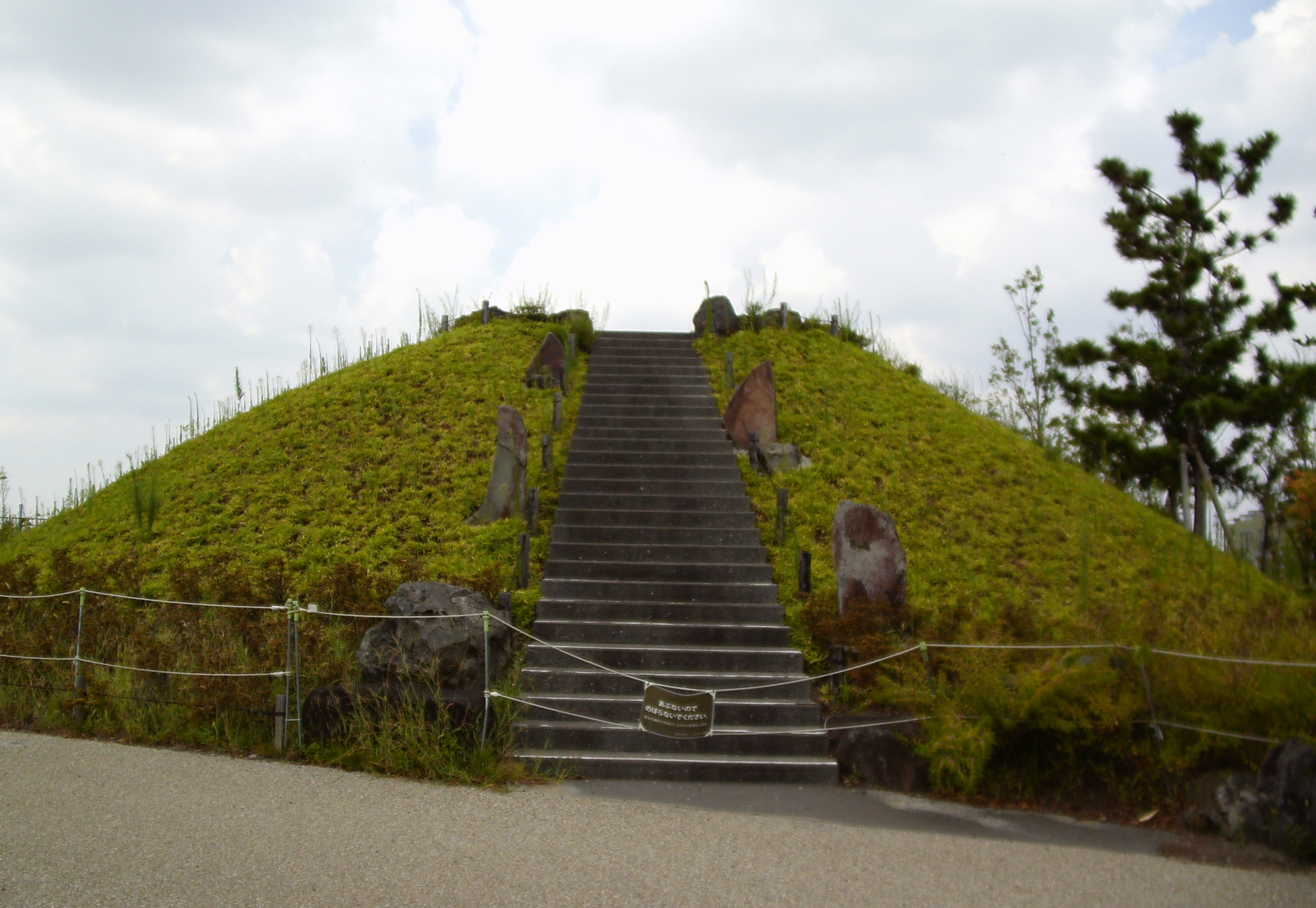
富士塚を模した展望施設（富士見台）
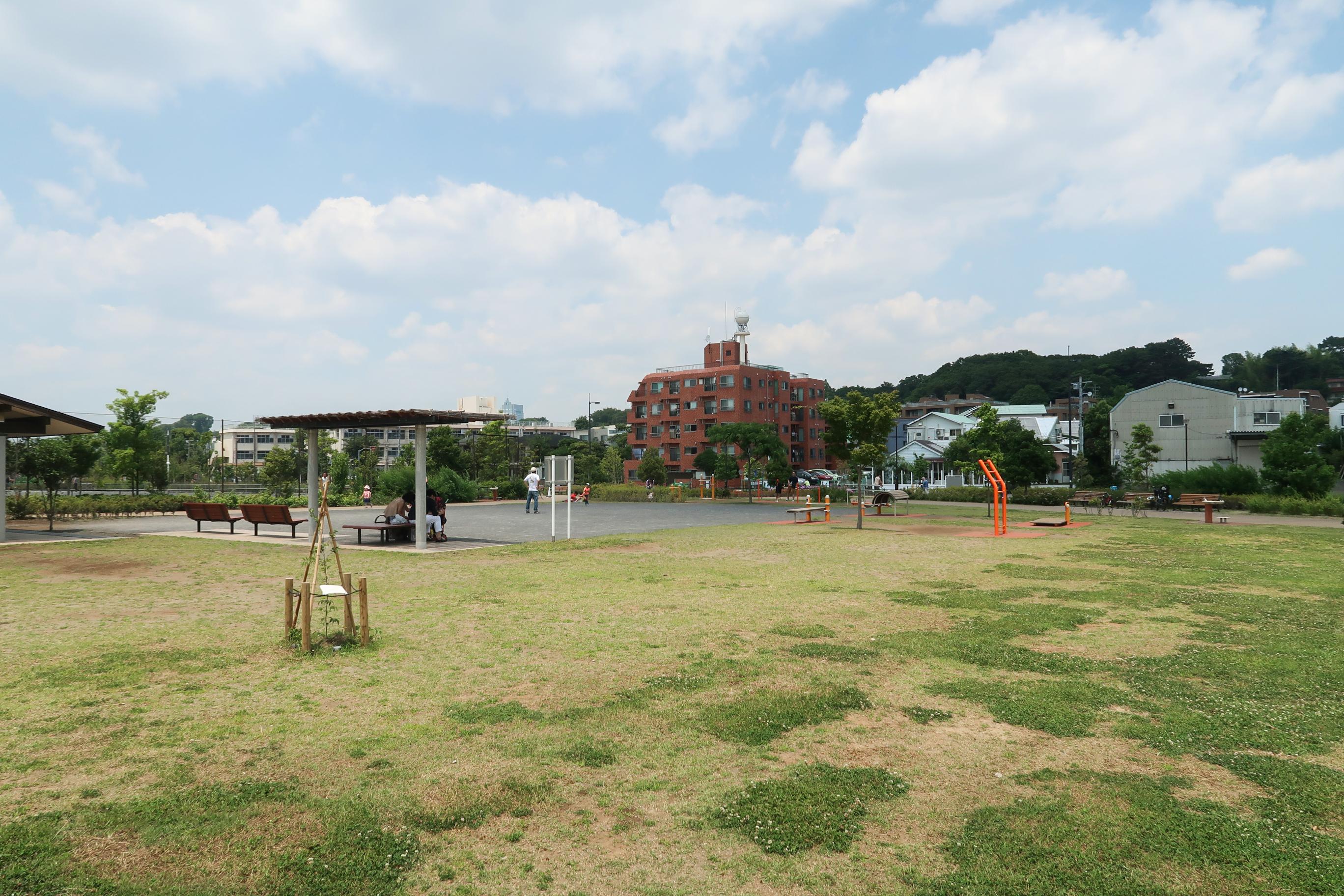
健康広場
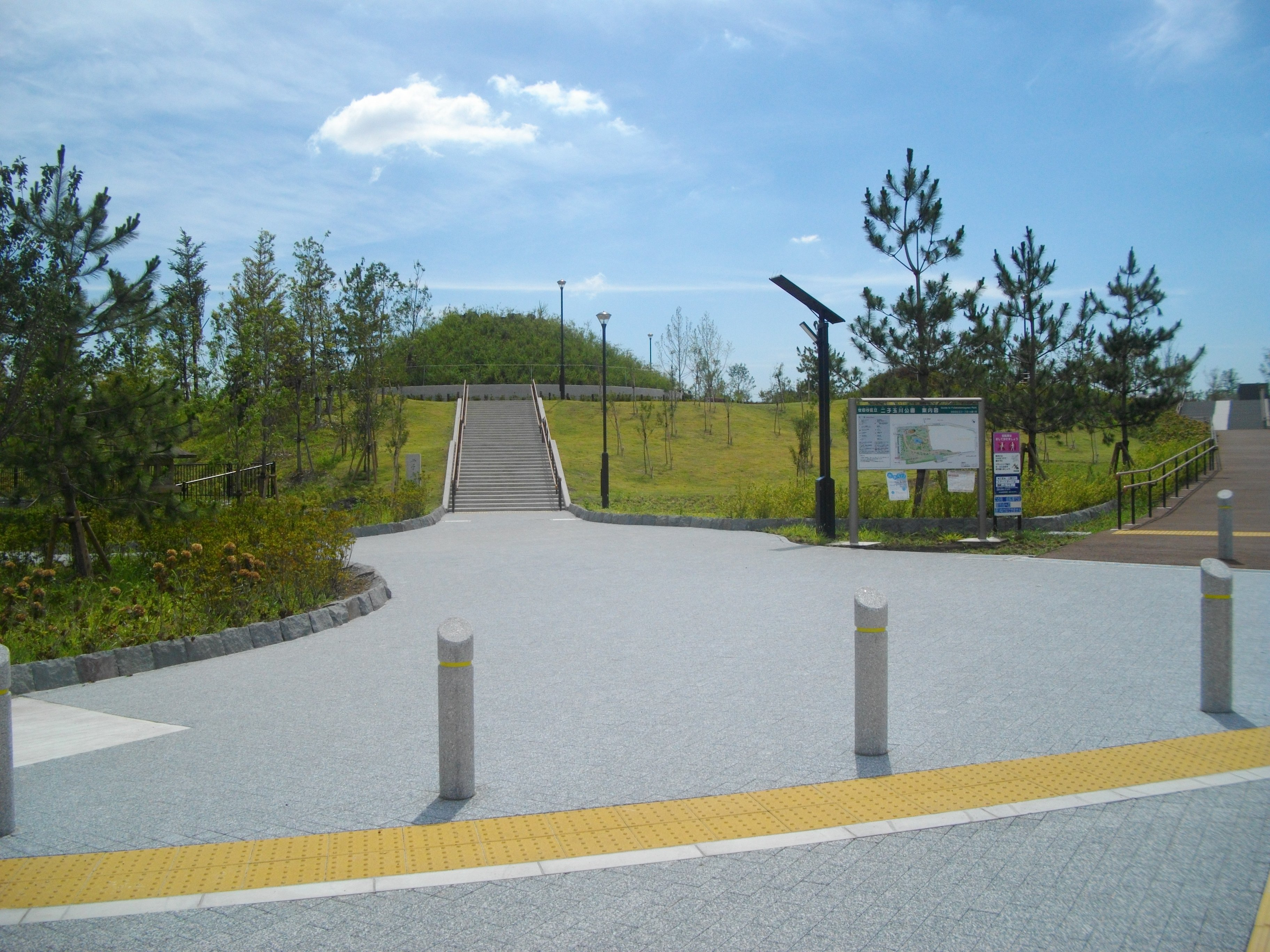
公園入口(2013年夏)

## アクセスなど
- 東急大井町線・上野毛駅より徒歩8分。東急田園都市線・二子玉川駅下車　徒歩9分
- 開園時間:公園は常時開園。ただし、帰真園の部分は午前9時～午後5時まで（冬季は午後4時30分まで）・火曜日閉園。旧清水家住宅書院は、年末年始を除く毎週日曜午前9時～午後4時30分（冬季は午後4時まで）まで公開。

## 避難場所として
震災時の広域避難場所に指定されている。割当地区は上野毛二、三丁目、瀬田一、二丁目、玉川1．2丁目、野毛3丁目。